# Тропар
Тропар (грец. τροπάριον, τροπάριο; грец. τροπος — наспів) — богослужбова пісня, що оспівує зміст церковного свята, чи складова частина канону, що наслідує укладом та мелодією перший вірш (ірмос). Тропарі містяться у богослужбових книгах і лише винятково друкуються окремо. Багато тропарів скомпоновано в Україні для прославлення місцевих святих, наприклад, Тропар княгині Ользі чи князю Володимирові. Об'єднання кількох тропарів утворювало кондак, акафісти, канони.